# 緑海作戦
緑海作戦(りょくかいさくせん、ポルトガル語: Operação Mar Verde)は、1970年11月にギニアの首都コナクリで350人から420人のポルトガル兵とポルトガル人が指揮するギニア人兵士が行った陸海共同攻撃作戦である。作戦の目標はセク・トゥーレ体制の転覆、PAIGC指導者アミルカル・カブラルの捕獲、PAIGCとギニア支援派の海空施設の破壊、コナクリにとらえられた捕虜の解放であった。
攻撃側は捕虜を救出し、PAIGC側の船舶と航空インフラを破壊した後撤退した。しかし、PAIGCゲリラの指導者であるカブラルを捕虜にすることや、ギニアのセク・トゥーレ体制の打倒には失敗した。

## 背景
1952年、セク・トゥーレはフランス領ギニアでギニア民主党(PDG)の書記長となった。1957年、ギニアでは選挙によってこのPDGが60議席中の56議席を占めることになった。PDGは1958年にギニアはフランスとの関係の継続とギニアの独立の選択を問う国民投票を実施し、これによってギニア共和国は圧倒的多数で即時独立を選択した。フランスは撤退し、1958年10月2日、トゥーレが大統領となり共和国の主権と独立を宣言した。
1960年、トゥーレはギニアに迎え入れられ、アミルカル・カブラルと彼の組織したポルトガル領ギニア(ギニアビサウ)とカーボベルデの独立を模索するPAIGCへの支援を表明した。1961年からPAIGCはポルトガルとの間でギニアビサウ独立戦争を始めた。

## 攻撃
1970年の11月21日から22日の夜、ギニア軍に偽装し、ポルトガル将校に指揮された200名の武装したギニア人兵と220名のアフリカ系ポルトガル人兵とポルトガル兵がコナクリ近郊の地点に上陸した。
ポルトガル軍はLST1隻、貨物船1隻を含む標識を消された4隻の艦船より上陸した。PAIGCは4隻から5隻の補給船が破壊された。
その他は大統領であったトゥーレの夏の住まいに上陸し、これを焼き払ったがトゥーレは当時の大統領官邸におり無事であった。
他の兵士は2名の軍高官を捕え、市内の主要な発電所を制圧し、カブラルは捕まえられなかったもののPAIGCの司令部を抑え、キャンプ・ボイロに捕えられていた26名の捕虜を取り戻した。ギニア民兵部隊は侵攻軍との戦いでは、ほとんど戦果を上げられなかった。ポルトガル軍はトゥーレとカブラルを発見できなかったものの、少数の死傷者を出した後に撤収した。

## 影響

### ギニア国内での粛清
侵攻が行われている週に、トゥーレは10名の「最高司令部」の委員会を立ち上げた。最高司令部は政治局に忠実な人間を配置され、法令によってギニアを運営した。最高司令部は逮捕、裁判のない拘禁、処刑を指揮した。最高司令部の行動は政府と警察当局に与する者を殺すことであった。特筆される被害者にはギニア共和国中央銀行の総裁で財務大臣であったOusmane Baldéがいる。5日間の裁判の後、1971年1月23日、「革命裁判所最高裁」(Supreme Revolutionary Tribunal)は5日間の裁判で29名を死刑（3日後に執行）、33名を欠席裁判で死刑にし、68名を終身重労働、17名を全財産没収とした。ギニアに亡命していたアフリカ系ポルトガル軍人は終身重労働の刑となった。
告発されたうち89人が解放されたが、反体制派によると一部は刑務所に「失踪」し、超法規的に処刑されたとされる。死刑判決を受けた人々にはコナクリでの周辺政党党首含む与党のメンバー、コナクリの警察長官、大統領秘書、財務大臣補佐官、少なくとも5人のギニア兵などが含まれていた。財産を持っていたフランス人やレバノン人などは財産を没収された。逮捕された他のヨーロッパ人の消息は分かっていない。終身刑を受けた人々には以前の政府首班、国家産業長官、知事、国立博物館の重役2人などが含まれていた。
1971年7月、トゥーレは軍の将校の一部を、1973年には政権内部の閣僚の一部を粛清した。

### 政治的非難
1970年12月8日、国際連合安全保障理事会は国連安全保障理事会決議第290号を宣告し、ポルトガルのギニア侵攻を非難、ポルトガルに対してポルトガル領ギニアの自己決定原則と独立を尊重するように呼びかけた。1970年12月11日、アフリカ統一機構(OAU)は全会一致で侵略を非難する決議案を宣言した。
ナイジェリアとアルジェリアはギニア側の支援を提案し、ソ連はトゥーレ政権とギニアのPAIGC基地に対するさらなる軍事作戦を防ぐため軍艦を送った。これはNATOの西アフリカ警備隊によって判明した。

## ポルトガル兵士の回想録
- （ポルトガル語） João Tunes. Guiné 63/74 - DCCXXXII: Onde é que vocês estavam em 22 de Novembro de 1970 ?  Luís Graça & Camaradas da Guiné, 4 May 2006. Retrieved 2008-03-18.
- （ポルトガル語） João Tunes.  DA HORA DOS AVENTUREIROS, 2 May 2006.  Retrieved 2008-03-18.
- （ポルトガル語） Carlos Fortunato. Operação Mar Verde - 22 November 1970, Crónica de Carlos Fortunato, ex-furriel da CCaç. 13. 24 February 2003, revised 21 July 2006.  Retrieved 2008-03-18.

## 註
1. ↑  http://web.mit.edu/cascon/cases/case_gpg.html
2. ↑  http://www.historyofnations.net/africa/guinea.html
3. ↑  http://www.issafrica.org/index.php?link_id=14&slink_id=5280&link_type=12&slink_type=12&tmpl_id=3
4. ↑  “Black revolt”. The Economist. (1980年11月22日)
5. ↑  “Guinea: Cloudy Days in Conakry”. Time. (1970年12月7日) 2009年12月26日閲覧。
6. ↑  O'Toole, Thomas; Baker, Janice E. (2005). Historical Dictionary of Guinea. Volume 94 of African historical dictionaries, Scarecrow Press. p. 17. ISBN 0-8108-4634-9
7. ↑  http://www.winne.com/guinea2/bf03.html
8. ↑  http://www.unhcr.org/refworld/publisher,UNSC,,GIN,3b00f20c30,0.html
9. ↑  Brecher, Michael (1997). A Study of Crisis. University of Michigan Press. p. 446. ISBN 0-472-10806-9
10. ↑  South Africa: time running out : the report of the Study Commission on U.S. Policy Toward Southern Africa Capa Study Commission on U.S. Policy toward Southern Africa (U.S.) University of California Press, 1981